# Imperi d'Oyo
L'Imperi d'Oyo fou un estat Ioruba en el que és avui dia Nigèria occidental i del nord. Actualment és considerat un estat tradicional. L'imperi fou establert pels iorubes al 14è segle i va acabar per convertir-se en un dels estats africans occidentals més grans trobats pels exploradors colonials. Aconseguí la preeminència a través de les habilitats organitzatives excepcionals dels ioruba, la riquesa guanyada amb el comerç i la seva possessió d'una cavalleria poderosa. L'Imperi Oyo era l'estat políticament més important a la regió a la meitat del segle xvii i fins a finals del segle xviii, dominant no només sobre uns altres regnes en la moderna Nigèria sinó també sobre altres regnes a Benin i Togo, entre els quals el regne del poble fon o dahomey (situat en el modern Benín).

## Orígens mítics
Els orígens mítics de l'Imperi Oyo venen d'Oranyan (també conegut com a Oranmiyan), el segon príncep del Regne Ioruba d'Ile-Ife (Ife). Oranyan feu un acord amb el seu germà per llançar un atac punitiu als seus veïns del nord per haver insultat al seu pare l'oba (rei) Oduduwa, el primer ooni d'Ife. En el camí a la batalla, els germans van acabar barallats i l'exèrcit dividit.; la força d'Oranyan era petita per fer un atac reeixit, i va recórrer la costa del sud fins a arribar a Bussa. Allà el cap local el va rebre i li va donar una gran serp amb un element màgic adjuntat a la seva gola. El cap va manar a Oranyan que seguís la serp fins que s'aturés a algun lloc durant set dies i desaparegués a terra. Oranyan seguí el consell i fundà Oyo on es va aturar la serp. El lloc es recorda com Ajaka. Oranyan feu d'Oyo el seu nou regne i va esdevenir el primer "oba" ('rei' o 'governant' en ioruba) amb títol d'Alaafin d'Oyo (Alaafin vol dir 'propietari del palau' en ioruba), deixant tots els seus tresors a Ife i permetent que un altre rei anomenat Adimu regnés allà.

## Primer període
Oranyan, el primer oba (rei) d'Oyo, fou succeït per Oba Ajaka, Alaafin d'Oyo. Ajaka fou deposat perquè li faltaven les virtuts militars iorubes i permetia als seus subcaps massa independència. El lideratge es conferí llavors al germà d'Ajaka, Shango, que més tard fou deïficat com la divinitat de tro i el llampec. Ajaka fou restaurat després de la mort de Shango. Ajaka retornà al tron més bel·licós i opressiu. El seu successor, Kori, aconseguí conquerir la resta del que els historiadors posteriors consideren l'Oyo metropolità.

### Oyo-Ile
El cor de l'Oyo metropolità era la seva capital, Oyo-Ile, (també coneguda com a Katunga o Vella Oyo o Oyo-oro). Les dues estructures més importants a Oyo-Ile era l'afin o palau de l'oba i el seu mercat. El palau era en el centre de la ciutat a la vora del mercat de l'oba anomenat 'Oja-oba'. Al voltant de la capital hi havia una paret o muralla de terra per la defensa, amb 17 portes. La importància de les dues estructures grans (el palau i l'Oja Oba) indicava la importància del rei a Oyo.

### Ocupació de nupe
Oyo s'havia acostumat a un poder interior formidable al final del XIV segle. Durant un segle, l'estat ioruba s'havia expandit a expenses dels seus veïns. Llavors, durant el regnat d'Onigbogi, Oyo va patir derrotes militars a mans dels nupe dirigits per Tsoede. En algun moment al voltant de 1535, els nupes ocuparen Oyo i forçaren a la seva dinastia a prendre refugi al regne de Borgu. Els nupes van saquejar la capital, destruint Oyo com a poder regional fins a primers del segle xvii.

## Període imperial
Oyo va patir un interregne de 80 anys amb una dinastia exiliada després de la seva derrota pels nupe. Llavors va reemergir, més centralitzat i expansiu que abans. No quedaria satisfet amb simplement reconquerir Oyo sinó amb l'establiment del seu poder sobre un vast imperi. Durant el segle xvii, Oyo començava una llarga etapa de creixement, convertint-se en un imperi important. Oyo mai no va incloure totes les persones que parlen ioruba però era de bon tros el regne més populós en la història dels iorubes.

### Reconquesta i expansió

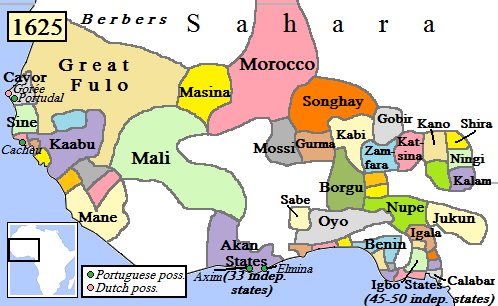
Imperi d'Oyo i estats circumdants, vers 1625.

La clau a reconquesta dels iorubes d'Oyo fou una força militar superior i un govern més centralitzat. Agafant per darrere als seus enemics nupes (que anomenaven "Tapa"), els iorubes es rearmaren no només amb arnès sinó també amb cavalleria. Oba Ofinran, Alaafin d'Oyo, reeixia a recobrar el territori original d'Oyo de mans dels nupe. Es va construir una nova capital, Oyo-Igboho, i l'original va passar a ser la Vella Oyo. El següent oba, Egunoju, va conquerir gairebé tot el país Ioruba. Després d'això, l'oba Orompoto vbva fer diversos atacs per aniquilar nupe i assegurar que Oyo mai no fos amenaçat per aquesta part. Durant el regnat d'oba Ajiboyede es va fer el primer festival Bere, un esdeveniment que retindria molta importància entre el ioruba molt de temps després de la caiguda d'Oyo. Sota el seu successor, Abipa, els iorubes finalment van repoblar Oyo-Ile i van reconstruir la capital original. Malgrat un intent fracassat de conquerir el Regne de Benín en algun moment entre 1578 i 1608, Oyo continuava expandint-se. Els iorubes permeteren autonomia al sud-est d'Oyo metropolità on l'àrees no-iorubes podrien actuar com a tampons entre Oyo i Benín. Al final del 16è segle, els estats d'Ewe i Aja, al modern Benín, pagaven tribut a Oyo.

#### Les guerres de Dahomey
L'Oyo enfortit començava a atacar cap al sud com a mínim a partir de 1682.
Al final de la seva expansió militar, les fronteres d'Oyo arribarien a la costa uns 300 km cap al sud-oest de la seva capital. La costa entre Whydah i Apa va quedar a les seves mans. La conquesta va acabar a tot tardar el 1698 i va trobar molt poca oposició després del seu fracàs contra Benín fins a primers del segle xviii. El 1718 Dahomey es va independitzar i va conquerir Allada el 1724. El 1728, l'Imperi Oyo envaïa el Regne de Dahomey en una gran i dura campanya. La força que va envair Dahomey estava composta totalment de cavalleria. Dahomey, d'altra banda, no posseïa cavalleria però si moltes armes de foc. Aquestes armes de foc resultaven eficaces espantant els cavalls de la cavalleria d'Oyo i evitant que carreguessin. L'exèrcit de Dahomey també tenia fortificacions construïdes com trinxeres, que forçaven l'exèrcit Oyo a lluitar com infanteria. La batalla va durar quatre dies, però els iorubes sortiren finalment victoriosos després que els van arribar reforços. Dahomey fou forçat a pagar tribut a Oyo després de la victòria ioruba. Això no acabaria la guerra, tanmateix, i els iorubes envairien Dahomey un total de set vegades abans que el regne es sotmetés plenament el 1748.

#### Darreres conquestes
La cavalleria d'Oyo permetia als iorubes llançar campanyes de conquesta i supressió sobre grans distàncies. L'exèrcit Oyo també resultava capaç de superar fortificacions però s'havia de retirar quan els subministraments s'acabaven. És també notable que Oyo no utilitzés armes de foc en les seves conquestes. A més, les armes de foc, havien tingut tan poc ús en contra de l'exèrcit d'Oyo, que és possiblement què esperessin fins al segle xix per adoptar-les. El 1764, una força Oyo-Dahomey conjunta aixafava un exèrcit Axanti. La victòria d'Oyo definiria les fronteres entre els dos estats. Oyo portava una campanya reeixida al nord de Dahomey al territori de Mahi, a finals del segle xviii. Els ioruba també utilitzaven les forces dels seus tributaris. Un exemple sorprenent d'això és el bloqueig naval de Badagri per una força Oyo-Dahomey-Lagos el 1784.

### Organització
L'estat original d'Oyo constava de l'Oyo metropolità i poc més. Però amb l'adveniment de la seva expansió imperial, Oyo es va reorganitzar per dirigir millor els seus vastos dominis dintre i a fora del país Ioruba. Fou dividit en quatre capes definides en relació al cor de l'imperi. Aquestes capes eren l'Oyo Metropolità, Yorubaland del sud, el Corredor Egbado i Ajaland.

#### Oyo Metropolità
Oyo metropolità corresponia, més o menys, a l'estat Oyo abans de la invasió nupe. Aquest era el centre de l'imperi on els iorubes parlaven el dialecte Oyo. Oyo metropolità es dividia en sis províncies amb tres a la part oest del riu Ogun i tres a l'est del riu. Cada província era supervisada per un governador assignat directament per l'Alaafin d'Oyo.

#### Yorubaland
La segona capa de l'imperi es componia de les ciutats més properes a Oyo-Ile, que eren reconegudes com a germanes. Aquesta àrea era cap al sud d'Oyo metropolità, i els seus habitants iorubes parlaven dialectes diferents del dialecte d'Oyo. Aquests estats tributaris eren dirigits pels seus propis governants titulat oba. Les corts d'aquests vassalls eren encapçalats pels seus líders natius (segons costum local) però havien de ser confirmats per l'Alaafin d'Oyo.

#### Corredor Egbado
La tercera capa de l'imperi era al sud-oest del país Ioruba, el Corredor Egbado. Aquesta àrea estava habitada pels Egba i Egbado i era molt valuosa en relació al comerç d'Oyo amb la costa. Als tributaris egba i egbado se'ls permetia, com els seus homòlegs del país Ioruba, governar-se. Eren, tanmateix, supervisats per l'Ajele. Aquests eren agents assignats per l'Alaafin d'Oyo per supervisar el seu comerç i els afers del seu interès. El representant d'Oyo al corredor era l'Olu, governant de la ciutat d'Ilaro.

#### Ajaland
Ajaland era l'última capa afegida a l'imperi i també la més restrictiva, perquè el tribut només podria ser obtingut per l'amenaça d'expedicions llançades periòdicament. Aquest territori s'estenia des de les àrees no iorubes a l'oest del Corredor Egbado fins al territori Ewe al modern Togo. Aquesta àrea, com tots els estats tributaris, se li permetia un grau considerable d'autonomia mentre els impostos es pagaven, les ordres des d'Oyo se seguien estrictament i l'accés a mercats locals es permetia als comerciants Oyo. El tribut es lliurava sovint en esclaus, i això significava que el tributari havia de fer la guerra contra algú per aconseguir-los (com amb Dahomey). Desobeir les ordes enviades d'Oyo, significaven una massacre general de la comunitat, com va passar aAllada el 1698.

### Estructura política
L'Imperi Oyo desenvolupà una estructura política altament sofisticada per governar els seus dominis territorials. És desconegut precisament quanta d'aquesta estructura existia abans de la invasió nupe. Algunes de les institucions d'Oyo són clarament derivades dels primers establiments a Ife. Després de reemergir de l'exili a primers del segle xvii, Oyo acceptà un caràcter evidentment més militant. La influència d'una cultura ioruba agressiva s'exemplifica en els estàndards posats en l'oba (rei) i les funcions del seu consell.

#### L'Alaafin d'Oyo
L'oba ('rei' en la llengua dels iorubes) d'Oyo fou conegut com l'Alaafin d'Oyo, (Alaafin vol dir 'propietari del palau' en ioruba). Era el cap de l'imperi i senyor suprem de la gent. Era responsable d'afluents de manteniment segurs d'atac, resolent baralles internes entre subgovernants, i intervenint entre aquells subgovernants i la seva gent. També s'esperava que l'Alaafin d'Oyo omplís dels seus subordinats amb honors i regals. A canvi, tots els subgovernants havien de retre homenatge a l'oba i renovar la seva fidelitat en cerimònies anuals. La més important d'aquestes era el festival Bere que marcava un govern reeixit de l'Alaffin. Després del festival Bere se suposava que hi hauria pau al país ioruba durant tres anys.

##### Selecció de l'Alaafin
L'Imperi Oyo no era una monarquia hereditària, ni era absoluta. L'Alaafin d'Oyo era prudentment seleccionat per l'Oyo Mesi i no estava sempre directament emparentat al seu predecessor, encara que havia de ser descendent d'Oranyan (també conegut com a Oranmiyan), un fill d'Oduduwa (també conegut com a Odudua, Odua) i venir de la secció Ona Isokun (que és una de les tres nissagues reials). Al començament de l'Imperi Oyo era el fill més gran el que normalment succeïa el seu pare al tron. Tanmateix, això a vegades conduïa al fill, és a dir el primer príncep nascut i, per tant, el més vell, anomenat l'Aremo, a accelear la mort del seu pare. Independentment de la successió possible al seu pare, l'Aremo era bastant poderós en el seu propi feu. Per exemple, per costum l'Alaafin s'abstenia de marxar del palau, excepte durant els festivals importants, el que retallava el seu poder en la pràctica. Per contrast, l'Aremo sovint deixava el palau. Això porta a l'historiador Johnson a observar: "El pare és el rei del palau, i el fill el rei per al públic general". Els dos consells que ajudaven a l'Alaafin tenien la tendència de seleccionar un Alaafin dèbil després del regnat d'un de fort per impedir a l'ofici tornar-se massa potent.

##### L'Ilari
Certs religiosos i oficials governamentals, normalment eunucs, eren nomenats per l'alaafin d'Oyo. Aquests oficials eren coneguts com els ilari o els mig-caps a causa del costum d'afaitar-se la meitat dels seus caps i aplicar allí una cosa que es considerava que era una substància màgica Els Ilari joves feien tasques domèstiques mentre els majors feien altres funcions més importants com a guàrdies o missatgers. Hi havia centenars d'Ilari, i es dividien uniformement entre sexes. Tenien títols que referenciaven el rei com oba l'olu ("el rei és suprem") o madarikan ("no s'oposi a ell"). També portaven símbols de suport verds o vermell com credencials.
Totes les corts inferiors d'Oyo tenien Ilari que actuava tant com espia com a recaptador Oyo nomenava aquests funcionaris per visitar i a vegades residir a Dahomey i als estats del Corredor Egbado, per recollir impostos i per espiar els èxits militars de Dahomey de manera que l'Alaafin d'Oyo pogués aconseguir la seva part del botí. De manera similar, encara que molt més antigament, els oficials existien a Ife com està testificat per l'art de terracota que els descriu.

#### Els Consells
Mentre que l'Alaafin d'Oyo era overlord suprem de la gent, no era sense comprovacions en el seu poder. L'Oyo Mesi i el culte de Terra de iorubes conegut com a Ogboni guardaven el poder de l'Oba en comprovació. L'Oyo Mesi parlava pels polítics mentre The Ogboni parlava per la gent a qui donava suport el poder de religió. El poder de l'Alaafin d'Oyo en relació amb l'Oyo Mesi i Ogboni depenia del seu caràcter personal i sagacitat política.

##### L'Oyo Mesi
L'Oyo Mesi eren els set consellers principals de l'estat. Constituïen el Consell Electoral i posseïen poders legislatius a la vora dels que té el Congrés dels Estats Units. El Bashorun, Agbaakin, Samu, Alapini, Laguna, Akiniku i un Ashipa eren els set membres d'aquest consell. Representen la veu de la nació i en ells descansava la responsabilitat principal de protegir l'interès de l'imperi. L'Alafin havia d'agafar consell de l'Oyo Mesi sobnre qualsevol matèria important que afectés l'estat. Cadascun d'ells tenia com obligació de l'estat ser a la cort tots els matins i tardes i un suplent especial era enviat ien a l'Alafin a les èpoques en què la seva absència era inevitable.
El seu poder polític es lligava al seu control dels militars. El cap del consell, el Bashuron, consultava l'oracle Ifa per a l'aprovació dels déus. Així, els nous alafins d'Oyo eren vistos com a designats pels déus. Es consideraven com "Ekeji Orisa" és a dir "companys dels déus." El Bashuron era una mena de primer ministre. Tenia la paraula final sobre la nominació de nou Alafin nou. L'Oyo Mesi s'organitzava per tenir un control del poder de l'Alafin. Abans de prendre una decisió política, s'exigia que l'Alafin consultés primer l'Oyo Mesi. El control de l'Oyo Mesi era tan gran que el Bashorun vivalitzava en poder amb l'Alafin mateix. Per exemple, el Bashorun servia del comandant en cap de l'exèrcit i dirigia molts festivals religiosos, posicions que li concedien autoritat tant militar com religiosa sobre el rei.
La feina més important de l'Oyo Mesi era la selecció de l'Alafin.

##### L'Ogboni
L'Oyo Mesi no gaudia d'un poder o influència absolut; mentre l'Oyo Mesi tenia influència política, l'Ogboni representava l'opinió popular a què donava suport l'autoritat de la religió, i per això el punt de vista de l'Oyo Mesi podria estar moderada per l'Ogboni. I més interessant, hi havia controls i equilibris en el poder de l'Alafin i l'Oyo Mesi i així ningú no s'arrogava poder absolut. L'Ogboni era una societat secreta molt poderosa composta d'homes lliures coneguts per la seva edat, saviesa i importància en afers religiosos i polítics. Els seus membres gaudien de poder immens sobre la gent comuna a causa del seu estatus religiós. Un testament a com era la institució és el fet que hi hagués consells Ogboni a gairebé tots els subjutjats dins del país Ioruba. A banda des de les seves obligacions en el culte i la veneració de la terra, eren responsables de jutjar qualsevol cas que tractés del vessament de sang. El líder de l'Ogboni, l'Oluwo, tenia el privilegi d'accés directe a l'Alaafin d'Oyo en qualsevol matèria.

#### Destitució de l'Alaafin d'Oyo
La principal entre les responsabilitats del Bashorun era l'important festival d'Orun. Aquest espectacle religiós, celebrat tots els anys, determinava si els membres del Mesi encara tenien confiança amb l'Alafin. Si el consell es decidia per la desaprovació de l'Alafin, el Bashorun atorgava un carbassot buit, o l'ou d'un lloro com un senyal que l'Alafin havia de cometre suïcidi. Aquesta era l'única manera de treure l'Alafin perquè no se'l podria legalment deposar. Una vegada donat l'ou del lloro, el Bashorun proclamaria, "els déus el rebutgen, la gent el rebutja, la terra el rebutja." L'Alafin, el seu fill més gran, i el Samu, el seu conseller personal i un membre de l'Oyo Mesi s'havien de suïcidar tots per renovar el govern completament. La cerimònia de procés i suïcidi tenia lloc durant el festival Orun.

### Militars
Hi havia un grau alt de professionalism en l'exèrcit de l'Imperi Oyo. El seu èxit militar era degut en part gran a la seva cavalleria així com el lideratge i valor d'oficials i guerrers. Donat que el seu focus geogràfic principal era cap al nord del bosc, Oyo gaudia d'un fàcil conreu i així un creixement ferm en població. Això contribuïa a l'habilitat d'Oyo per respondre amb eficàcia a una gran força. Hi havia també una cultura militar establerta a Oyo on la victòria era obligatoria i la derrota comportava l'obligació de suïcidar-se. Aquesta política de vèncer o morir sens dubte contribuïa a l'agressivitat militar dels generals d'Oyo.

#### Cavalleria
L'Imperi Oyo era l'únic estat dels iorubes que va adoptar la cavalleria; feu això perquè gran part del seu territori era a la sabana del nord. L'origen de la cavalleria es discuteix; tanmateix, els nupes, borgus i hausses en territoris veïns també utilitzaven cavalleria i podrien haver tingut la mateixa font històrica. Oyo era capaç d'adquirir cavalls del nord i mantenir-los a Oyo metropolità a causa d'estar en general lliures de la mosca tsetse. La cavalleria era el braç més llarg de l'Imperi Oyo. Al final del segle xvi i al XVII les expedicions es componien totalment de cavalleria. Hi havia desavantatges a això. Oyo no podria mantenir el seu exèrcit de cavalleria al sud però podria fer expedicions quan volia.
La cavalleria en societats altament desenvolupades com Oyo es dividia en lleugera i pesada. La cavalleria pesant amb cavalls importats més grans estava armada amb pesades llances que empenyien i amb espases. La cavalleria lleugera en petits cavalls indígenes estava armada amb llances per llençar. Les forces de cavalleria d'Oyo incloïen no només nobles, que era normal en la guerra africana occidental, sinó també esclaus estrangers dels estats hausses, de nupe i de Bornu.

#### Infanteria
La infanteria a la regió al voltant de l'Imperi Oyo era uniforme tant en arnès com en armament. Tota la infanteria a la regió portava escuts, espases i llances d'un tipus o un altre. Els escuts eren d'un metre i quart d'alt i la meitat d'ample i fets d'elefant o bou. Una espasa pesada de 90 cm era l'armament principal per al combat cos a cos. Els iorubes i els seus veïns utilitzaven javelines triples que es podrien llançar amb eficàcia des d'aproximadament 30 passos.

#### Estructura
L'Imperi Oyo, com molts imperis abans, utilitzava forces tant locals com tributàries per expandir els seus dominis. L'estructura dels militars oyos abans del seu període imperial era simple i coordinada estretament amb el govern central a l'Oyo metropolità. Això funcionava al segle xv en què Oyo controlava només el seu cor. Però per fer i mantenir conquestes més llunyana, l'estructura havia de patir uns quants canvis.

##### L'Eso
Oyo mantenia un exèrcit en part permanent de soldats de cavalleria d'especialistes anomenats el Eso o Exo (Esho en anglès). Aquests eren 70 caps de guerra de segon nivell que eren nominats per l'Oyo Mesi i eren confirmats per l'Alaafin d'Oyo. Els esos eren nomenats per a la seva habilitat militar sense tenir en compte herència i eren dirigits per l'Are-Ona-Kakanfo.
Després del retorn d'Oyo d'exili, el càrrec d'Are-Ona-Kakanfo s'establí com el de comandant militar suprem. S'exigia que visqués en una província de frontera de gran importància per vigilar l'enemic i per impedir-li usurpar el govern. Durant el període imperial d'Oyo, l'Are-Ona-Kakanfo personalment manava l'exèrcit en el camp en totes les campanyes.

##### L'Exèrcit Metropolità
Donat que l'Are-Ona-Kakanfo no podria residir prop de la capital, s'havien de fer arranjaments per la protecció d'aquesta en cas d'emergència. Les forces dins d'Oyo metropolità eren manades pel Bashorun, membre principal de l'Oyo Mesi. Com s'ha dit l'Oyo Metropolità estava dividit en sis províncies dividides fins i tot per un riu. Així les forces provincials s'agrupaven en dos exèrcits, sota el Onikoyi i el Okere per a l'est i l'oest del riu respectivament. Els caps menors de guerra es coneixien com a Balogun, un títol continuat pels soldats dels estats successors d'Oyo, Ibadan.

##### L'exèrcit tributari
Els líders tributaris i els governadors provincials eren responsables de recollir homenatges i col·laborar amb tropes amb l'exèrcit imperialen els temps d'emergència. Ocasionalment, als líders tributaris se'ls ordenaria que ataquessin veïns fins i tot sense el suport de l'exèrcit imperial principal. Aquestes forces s'utilitzaven sovint a les campanyes més llunyanes d'Oyo, a la costa o contra estats occidentals com Asanteman o el Mahi.

### Comerç
Oyo esdevingué l'emporium del sud del comerç transsaharià. Els intercanvis es feien en sal, pell, cavalls, nous de kola, vori, roba i esclaus. Els iorubes de l'Oyo metropolità eren també altament especialitzats en treballs de ferro i metalls. A banda d'impostos en productes de comerç que entraven i sortien de l'imperi, Oyo també era ric pels impostos imposats als seus tributaris. Només els impostos al regne de Dahomey suposaven una quantitat aproximada a 638 mil dòlars en un any.

#### Tràfic d'esclaus
L'èxit imperial d'Oyo feu del ioruba gairebé una lingua franca a les costes del Volta. Cap al final del segle xviii, l'exèrcit Oyo fou descuidat a mesura que hi havia menys necessitat de conquerir. En canvi, Oyo dedicava més esforç cap a comerciar i actuar com intermediaris pel tràfic d'esclaus transsaharià i transatlàntic. Europeus que portaven sal arribaren a Oyo durant el regnat del rei Obalokun. Gràcies a la seva dominació de la costa, els comerciants Oyo podien comerciar amb europeus a Porto Novo i Whydah (Ouidah). Aquí els captius de l'Imperi d'Oyo i criminals es venien als compradors holandesos i portuguesos.

### Zenit

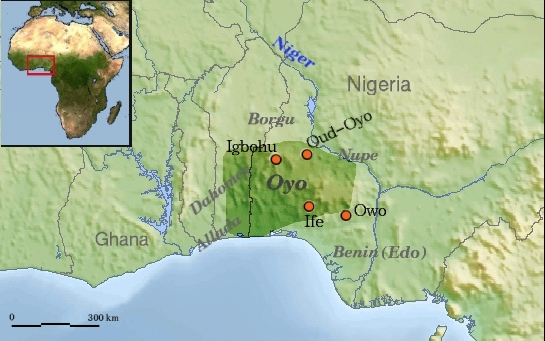
Imperi Oyo i estats de l'entorn vers 1700.

Vers 1680, l'Imperi Oyo abraçava més de 150.000 km quadrats. Arribava al zenit del seu poder al segle xviii. Malgrat la seva creació violenta, fou mantingut unit per l'interès mutu. El govern podia proporcionar unitat a una àrea vasta a través d'una combinació d'autonomia local i autoritat imperial.
A diferència dels grans imperis de les sabanes, dels quals Oyo no pot anomenar-se successor doncs era successor d'Ife, hi havia poca influència musulmana en l'imperi. Se sap que hi havia alguns oficials musulmans a l'Oyo Metropolità i homes capaços d'escriure i calcular en àrab foren assenyalats per comerciants francesos el 1787.

## Decadència
El final del segle xviii marcà el començament de l'ensulsiada de l'Imperi d'Oyo. El 1789, l'oba Abiodun hauria matat el seu fill i successor, Awole Arogangan. Una sèrie d'agitacions constitucionals, intrigues dinàstiques i particularisme local va debilitar l'imperi. El 1793 l'alaafin oba Awole va tractar d'assaltar el territori d'Ife per a la captura d'esclaus portant a una sèrie de guerres i conflictes interns que van portar al col·lapse a l'Imperi Oyo. El 1796, oba Awole fou destituït pel govern en una rebel·lió centrada a Ilorin iniciada per Afonja, l'Are Ona Kakanfo. La rebel·lió conduïa a la secessió de l'Emirat d'Ilorin, un estat ioruba que jugaria un paper crucial en la destrucció d'Oyo. Rebutjat pel consell, es diu que va maleir l'imperi mentre es preparava per suïcidar-se. Després de disparar fletxes en totes les direccions va proclamar:

"La meva maledicció a la vostre deslleialtat i la vostre desobediència; els vostres fills us desobeiran. Si els envieu fora, mai més tornaran a escoltar les vostres paraules. A tots els punts que disparo les meves fletxes, se'l portarà com esclaus. La meva maledicció es transmetrà al mar i més enllà dels mars. Els esclaus els manaran a vostès, i vostès els amos esdevindran esclaus. El carbassot trencat es pot arreglar però no un plat trencat; així ho dic i les meves paraules són irrevocables." 

### Pèrdua del Corredor Egbado
Mentre Oyo es trencava mitjançant la intriga política, els seus vassalls començaven a aprofitar la situació per pressionar per la independència. L'Egba, sota la direcció de Lishabi, massacrava l'Ilari col·locat a la seva àrea i feia fugir una força punitiva d'Oyo.

### La Rebel·lió de Dahomey
Quan el Rei de Dahomey Gezo va pujar al tron el 1818, oferí només una peça minúscula de roba i 2 bosses de coses al recaptador fiscal Oyo, ja que deia que qualsevol altra cosa seria desproporcionada a la riquesa de Dahomey. Quan Oyo va enviar a quatre recaptadors més els va fer decapitar. Un exèrcit Oyo va marxar al país però fou decisivament derrotat, acabant així l'hegemonia d'Oyo sobre Dahomey. Després de guanyar la seva independència, Dahomey va començar a atacar el corredor.

### La gihad dels fulanis (fulbe o peuls)
Després de la revolta d'Afonja, ara senyor d'Ilorin, va convidar convidat un religiós musulmà fulani itinerantanomenat Alim al-salih al seu costat. Fent això, esperava assegurar el suport de musulmans iorubes (principalment esclaus que tenien cura dels cavalls de l'Imperi) i voluntaris dels l'Hausa-Fulani del nord, mantenint-se Ilorin independent. Dividit per la lluita interna, Oyo no es podria defensar dels fulani. Oyo-Ile fou arrasada per l'Imperi Fulani el 1835 i l'Imperi Oyo va col·lapsar el 1836, quan Afonja ja havia estat mort pels fulani. Fins avui dia, el governant tradicional d'Ilorin és un emir, mentre que en la resta de ciutats iorubes els reis s'anomenen oba o baale (Baale o significat Baba Onile "pare de la terra" o "senyor de la terra").

### Ago d'Oyo
Després de la destrucció d'Oyo-Ile, la capital es va traslladar més al sud, a Ago d'Oyo. Oba Atiba procurà conservar el que romania d'Oyo posant en Ibadan l'obligació de protegir la capital dels atacs d'Ilorin al nord i nord-est. També intentava aconseguir que l'Ijaye protegís Oyo de l'oest contra el Dahomeians. El centre de poder de iorubes es desplaça doncs cap al sud més llunyà a Ibadan, un camp de guerra de iorubes poblat per comandants Oyo el 1830. En aquest temps el regne d'Oyo (al que molts autors donen el nom de regne Ioruba) estava integrat per les ciutats d'Oyo, Awe, Akinmarin, Ilora, Iseyin, Papa, Tede i el país de Sabe. En llengua ioruba, oba vol dir rei i el portaven els governants d'alguns altres estats iorubes (alguns tenien títols propis), però a oyo el rei era anomenat "alaafin".

### final
El gambit d'Atiba (1837-1859) va fallar, i Oyo mai no va recuperar la seva preeminència a la regió. El 23 de juliol de 1888 l' alafin Adeyemi (1876-1905) va signar un tractat amb Gran Bretanya que va establir el protectorat britànic, el que no va impedir la continuació de la fragmentació en faccions que lluitaven entre elles. L'estat Oyo deixava d'existir com un estat amb alguna mena de poder el 1896. Oba Adeyemi I va morir el 1905. Durant el període colonial, el iorubes foren una de les majories més urbanitzades (vivint en ciutats) a l'Àfrica. Sobre el 22%de la població vivia en àrees grans amb població que excedia els 100.000 i com un 50%vivia en ciutats de 25.000 habitants o més. L'índex d'urbanització el 1950 era a la vora del dels Estats Units, exceptuant Ilorin. Els iorubes continuen sent el grup ètnic africà més urbanitzat avui. Oyo Vella connectava ciutats com Ibadan, Osogbo i Ogbomoso, que eren algunes de les ciutats essencials que floriren després de l'esfondrament.

## Llista de sobirans
| Govern                           | sobirà                                                                 | Notes                                   |
| -------------------------------- | ---------------------------------------------------------------------- | --------------------------------------- |
| vers 1400                        | Fundació de l'Imperi d'Oyo                                             | Fundació de l'Imperi d'Oyo              |
| vers 1835                        | Conquesta pels fulbes d'Osman Dan Fodio                                | Conquesta pels fulbes d'Osman Dan Fodio |
| 1888                             | Protectorat Britànic                                                   | Protectorat Britànic                    |
| 1400 a ????                      | Oranyan, Alaafin                                                       |                                         |
| ???? a ????                      | Ajaka, Alaafin                                                         |                                         |
| ???? a ????                      | Shango, Alaafin                                                        |                                         |
| ???? a ????                      | Ajaka, Alaafin (restaurat)                                             |                                         |
| ???? a ????                      | Aganju, Alaafin                                                        |                                         |
| ???? a ????                      | Kori, Alaafin                                                          |                                         |
| ???? a ????                      | Oluaso, Alaafin                                                        |                                         |
| c. 1500 a ????                   | Onigbogi, Alaafin                                                      |                                         |
| ???? a ????                      | Ofirin, Alaafin                                                        |                                         |
| ???? a ????                      | Eguguojo, Alaafin                                                      |                                         |
| ???? a ????                      | Orompoto, Alaafin                                                      |                                         |
| c. 1600 a ????                   | Abipa, Alaafin                                                         |                                         |
| ???? a ????                      | Obalokun, Alaafin                                                      |                                         |
| ???? a ????                      | Oluodo, Alaafin                                                        |                                         |
| ???? a ????                      | Ajagbo, Alaafin                                                        |                                         |
| ???? a ????                      | Odarawu, Alaafin                                                       |                                         |
| ???? a ????                      | Kanran, Alaafin                                                        |                                         |
| ???? a ????                      | Jayin, Alaafin                                                         |                                         |
| ???? a ????                      | Ayibi, Alaafin                                                         |                                         |
| ???? a 1728                      | Osiyago, Alaafin                                                       |                                         |
| vers 1728 a 1730                 | Ojigi, Alaafin                                                         |                                         |
| vers 1730 a 1746                 | Gberu, Alaafin                                                         |                                         |
| 1746                             | Amuniwaiye, Alaafin                                                    |                                         |
| 1746 a 1754                      | Onisile, Alaafin                                                       |                                         |
| 1754                             | Labisi, Alaafin                                                        |                                         |
| 1754                             | Awonbioju, Alaafin                                                     |                                         |
| 1754                             | Agboluaje, Alaafin                                                     |                                         |
| 1754 a 1770                      | Majeogbe, Alaafin                                                      |                                         |
| vers 1770 a 1789                 | Abiodun, Alaafin                                                       |                                         |
| 1789 a 1796                      | Awole Arogangan, Alaafin                                               |                                         |
| 1796 a 1797                      | Adebo, Alaafin                                                         |                                         |
| 1797                             | Makua, Alaafin                                                         |                                         |
| 1797 a 1802                      | vacant, vacant                                                         |                                         |
| 1802 a 1830                      | Majotu, Alaafin                                                        |                                         |
| 1830 a 1833                      | Amodo, Alaafin                                                         |                                         |
| 1833 a 1835                      | Oluewu, Alaafin                                                        |                                         |
| 1837 a 1859                      | Atiba Atobatele (a una nova capital), Alaafin                          |                                         |
| 1859 a 1875                      | Adelu, Alaafin                                                         |                                         |
| 1876 a 1888                      | Adeyemi I Alowolodu, Alaafin                                           |                                         |
| 1888 a 1905                      | Adeyemi I Alowolodu (protegit britànic), Oba                           |                                         |
| 1905 a 1911                      | Lawani Agogoja (protegit britànic), Oba                                |                                         |
| 1911 a 1944                      | Siyanbola Onikepe Oladigbolu I (protegit britànic), Oba                |                                         |
| 1944 a 1945                      | Regència (protegctorat britànic), Oba                                  |                                         |
| 1945 a 1955                      | Adeyemi II Adeniran (protegit britànic), Oba                           |                                         |
| 1955 a 1956                      | Regència (protectorat britànic), Oba                                   |                                         |
| 1956 a 1960                      | Bello Gbadegesin Oladigbolu II (protegit britànic), Oba                |                                         |
| 1960 a 1970                      | Bello Gbadegesin Oladigbolu II (monarca tradicional dins Nigèria), Oba |                                         |
| 19 de novembre de 1970 a Present | Lamidi Olayiwola Adeyemi III (monarca tradicional dins Nigèria), Oba   |                                         |